# Stor-Auretjärnen
Stor-Auretjärnen är en sjö i Åre kommun i Jämtland och ingår i Indalsälvens huvudavrinningsområde. Sjön har en area på 0,0646 kvadratkilometer och ligger 552,2 meter över havet.

## Delavrinningsområde
Stor-Auretjärnen ingår i det delavrinningsområde (704140-134580) som SMHI kallar för Utloppet av Tännsjön. Medelhöjden är 504 meter över havet och ytan är 26,9 kvadratkilometer. Räknas de 234 avrinningsområdena uppströms in blir den ackumulerade arean 2 167,49 kvadratkilometer. Indalsälven (Bodsjöströmmen) som avvattnar avrinningsområdet har biflödesordning 2, vilket innebär att vattnet flödar genom totalt 2 vattendrag innan det når havet efter 336 kilometer. Avrinningsområdet består mestadels av skog (82 procent). Avrinningsområdet har 2,75 kvadratkilometer vattenytor vilket ger det en sjöprocent på 10,2 procent.